# Ralph Therrio
Ralph Therrio (* 12. Januar 1954 in Mobile (Alabama) oder in Chicago) ist ein ehemaliger US-amerikanischer Radrennfahrer und nationaler Meister im Radsport.

## Sportliche Laufbahn
Therrio war im Bahnradsport aktiv. Er war Teilnehmer der Olympischen Sommerspiele 1972 in München. Mit Jeffrey Spencer als Partner trat er im Tandemrennen an. Beide schieden im Vorlauf gegen Wladimir Semenez und Igor Zelowalnikow aus der Sowjetunion aus. 
1976 startete er bei den Spielen in Montreal erneut. In der Mannschaftsverfolgung kam der Bahnvierer mit Paul Deem, Leonard Nitz, Ron Skarin und Ralph Therrio auf den 10. Platz.
Als Junior gewann er 1971 die nationale Meisterschaft im Sprint. 1974 wurde er nationaler Meister in der Einerverfolgung vor Mike Neel. 1975 wurde er Vize-Meister hinter Ron Skarin.
Bei den Panamerikanischen Spielen 1975 gewann er mit Paul Thomas, Paul Deem, Nelson Saldana und Roger Young die Goldmedaille in der Mannschaftsverfolgung.